# Liste der Kulturgüter in Rifferswil
Die Liste der Kulturgüter in Rifferswil enthält alle Objekte in der Gemeinde Rifferswil im Kanton Zürich, die gemäss der Haager Konvention zum Schutz von Kulturgut bei bewaffneten Konflikten, dem Bundesgesetz vom 20. Juni 2014 über den Schutz der Kulturgüter bei bewaffneten Konflikten sowie der Verordnung vom 29. Oktober 2014 über den Schutz der Kulturgüter bei bewaffneten Konflikten unter Schutz stehen.
Objekte der Kategorien A und B sind vollständig in der Liste enthalten, Objekte der Kategorie C fehlen zurzeit (Stand: 1. Januar 2023). Unter übrige Baudenkmäler sind weitere geschützte Objekte zu finden, die im Verzeichnis der Objekte von überkommunaler Bedeutung der kantonalen Denkmalpflege zu finden und nicht bereits in der Liste der Kulturgüter enthalten sind.

## Kulturgüter
| Foto |                                                                             | Objekt                                                      | Kat. | Typ | Standort                                   | Beschreibung |
| ---- | --------------------------------------------------------------------------- | ----------------------------------------------------------- | ---- | --- | ------------------------------------------ | ------------ |
| ja   | Datei hochladen · Wikidata zu Bauernhaus Jonenbachstrasse 42–44 (Q29574206) | Doppelbauernhaus KGS-Nr.: 07632                             | A    | G   | Jonenbachstrasse 42–44 679952 / 233514     |              |
| ja   | Datei hochladen · Wikidata zu Haus Baer (Q29574209)                         | Doppelbauernhaus mit Waschhaus KGS-Nr.: 10085               | A    | G   | Hauptikerstrasse 6–8 680024 / 232775       |              |
| ja   | Datei hochladen · Wikidata zu Reformierte Kirche Rifferswil (Q29933048)     | Reformierte Kirche KGS-Nr.: 12620                           | B    | G   | Pfarrhausstrasse 1a 680097 / 233044        |              |
| BW   | Datei hochladen · Wikidata zu Schulhaus Jonenbach (Q29933049)               | Schulhaus Jonenbach KGS-Nr.: 12671                          | B    | G   | Jonenbachstrasse 16 679962 / 233183        |              |
| ja   | Datei hochladen · Wikidata zu Neuzeitliche Weidemauer (Q29933046)           | Homberg / Wellenweid, neuzeitliche Weidmauer KGS-Nr.: 14828 | B    | F   | 679301 / 233900                            |              |
| BW   | Datei hochladen                                                             | Landhaus Homberg KGS-Nr.: 16608                             | B    | G   | Homberg 5 678810 / 233601                  |              |
| BW   | Datei hochladen                                                             | Telefonzentrale KGS-Nr.: 16609                              | B    | G   | Mettmenstetterstrasse 1a.1 680044 / 232855 |              |
| BW   | Datei hochladen                                                             | Transformatorenstation KGS-Nr.: 16610                       | B    | G   | Jonenbachstrasse 18.1 679920 / 233200      |              |
| BW   | Datei hochladen                                                             | Jonenhof, Bauernwohnhaus mit Ökonomiegebäude KGS-Nr.: 16611 | B    | G   | Albisstrasse 13 679851 / 233620            |              |

## Übrige Baudenkmäler
| ID       | Foto |                 | Objekt                                                     | Kat.    | Typ | Standort                              | Beschreibung |
| -------- | ---- | --------------- | ---------------------------------------------------------- | ------- | --- | ------------------------------------- | ------------ |
| 01200032 | ja   | Datei hochladen | Bauernwohnhaus                                             | B reg.  | G   | Hauptikerstrasse 7 680065 / 232795    |              |
| 01200033 |      | Datei hochladen | Bauernwohnhaus                                             | B reg.  | G   | Hauptikerstrasse 9 680081 / 232796    |              |
| 01200036 |      | Datei hochladen | Ehemaliges Bauernwohnhaus                                  | C       | G   | Hauptikerstrasse 1 680065 / 232843    |              |
| 01200038 |      | Datei hochladen | Ehemaliges Bauernwohnhaus                                  | C       | G   | Hauserstrasse 2 680068 / 232856       |              |
| 01200054 | ja   | Datei hochladen | Doppelwohnhaus                                             | C       | G   | Dorfstrasse 12 679987 / 232738        |              |
| 01200055 |      | Datei hochladen | Ehemaliges Waschhaus / Trotte                              | C       | G   | Dorfstrasse 10 679974 / 232740        |              |
| 01200067 | ja   | Datei hochladen | Doktorhaus                                                 | B reg.  | G   | Doktorhaus 679848 / 232879            |              |
| 01200080 |      | Datei hochladen | Ehemaliges Doppelbauernhaus, Hausteil 1                    | B reg.  | G   | Ankengasse 12 679969 / 232939         |              |
| 01200081 |      | Datei hochladen | Ehemaliges Doppelbauernhaus, Hausteil 2                    | B reg.  | G   | Ankengasse 14 679977 / 232931         |              |
| 01200101 |      | Datei hochladen | Ehemaliges Bauernhaus                                      | C       | G   | Im Winkel 12 679912 / 233043          |              |
| 01200113 |      | Datei hochladen | Restaurant Post, Hausteil 1                                | C       | G   | Dorfplatz 12 680043 / 232888          |              |
| 01200114 |      | Datei hochladen | Restaurant Post, Hausteil 2                                | C       | G   | Dorfplatz 12 680042 / 232911          |              |
| 01200116 |      | Datei hochladen | Bauernwohnhaus                                             | C       | G   | Jonenbachstrasse 2/17 680213 / 232888 |              |
| 01200131 |      | Datei hochladen | Schmiede mit Wohnhaus                                      | C       | G   | Jonenbachstrasse 7 680072 / 232978    |              |
| 01200133 |      | Datei hochladen | Waschhaus des Pfarrhauses                                  | B reg.  | G   | Pfarrhausstrasse 680119 / 233000      |              |
| 01200134 |      | Datei hochladen | Reformiertes Pfarrhaus                                     | B reg.  | G   | Pfarrhausstrasse 1 680104 / 233013    |              |
| 01200137 |      | Datei hochladen | Ehemaliges Wirtshaus Engel / Kirchgemeindehaus, Hausteil 1 | B reg.  | G   | Pfarrhausstrasse 8 680081 / 233014    |              |
| 01200138 |      | Datei hochladen | Ehemaliges Wirtshaus Engel / Kirchgemeindehaus, Hausteil 2 | B reg.  | G   | Pfarrhausstrasse 2 680065 / 233003    |              |
| 01200170 |      | Datei hochladen | Ehemalige Trotte                                           | B reg.  | G   | Engelgasse 5 679827 / 233383          |              |
| 01200203 |      | Datei hochladen | Ehemaliges Bauernwohnhaus                                  | B reg.  | G   | Jonenbachstrasse 25 679904 / 233552   |              |
| 01200223 |      | Datei hochladen | Doppelbauernhaus, Hausteil 1                               | C       | G   | Jonentalstrasse 8 680019 / 233706     |              |
| 01200224 |      | Datei hochladen | Doppelbauernhaus, Hausteil 2                               | C       | G   | Jonentalstrasse 10 680020 / 233710    |              |
| 01200238 |      | Datei hochladen | Trafostation E 39 Turm                                     | B kant. | G   | Jonenbachstrasse 679921 / 233198      |              |
| 01200258 |      | Datei hochladen | Doppelbauernwohnhaus, Hausteil 1                           | B reg.  | G   | Schonau 681154 / 234041               |              |
| 01200259 |      | Datei hochladen | Doppelbauernwohnhaus, Hausteil 2                           | B reg.  | G   | Schonau 681159 / 234036               |              |

Legende: Im Wesentlichen siehe Legende der Liste der Kulturgüter von nationaler und regionaler Bedeutung, mit folgenden Ausnahmen:
- Anstelle der KGS-Nummer wird als Objekt-Identifikator (ID) die Inventarnummer im Verzeichnis der Objekte von überkommunaler Bedeutung des kantonalen Denkmalschutzamtes verwendet.
- Bei den Kategorien wird wie folgt unterschieden: B kant. = Objekt von kantonaler Bedeutung (Kanton Zürich); B reg. = Objekt von regionaler Bedeutung (Kanton Zürich).